# Perdóname (canción de La Oreja de Van Gogh)
Perdóname es la undécima canción del tercer álbum Lo que te conté mientras te hacías la dormida, del grupo español La Oreja de Van Gogh, letra escrita por Pablo Benegas, y música por Amaia Montero y Xabi San Martín.
Trata sobre una mujer, la cual ha roto con su ex, y está arrepentida de ello, por lo que le pide que le dé cosas que a ambos gustaban. Ella, a su vez, piensa que el también está arrepentido.
Pérdoname, abrázame, te he visto llorando en donde nadie llora más, donde el amor sale mal, donde los besos se van..., es una clara muestra de lo explicado.
Actualmente esta canción se ha agregado al repertorio del Tour de Amaia Montero.
- Datos: Q6072220